# Renúncia de Justin Trudeau
A renúncia de Justin Trudeau como 23º Primeiro-ministro do Canadá e líder do Partido Liberal foi anunciada em 6 de janeiro de 2025, no Rideau Cottage, em Ottawa, capital canadense, localizada na província de Ontário. Trudeau, que assumiu o cargo de primeiro-ministro em 2015, vinha enfrentando um declínio acentuado nas pesquisas de opinião e perdendo gradualmente a confiança tanto da Câmara dos Comuns quanto de membros de seu próprio Partido Liberal, antes da eleição federal canadense de 2025.
Trudeau encerrou seu mandato com o segundo menor índice de aprovação da história do Canadá.[carece de fontes?] Ele se tornou o nono primeiro-ministro na história do país a anunciar sua renúncia sem que esta fosse resultado de uma derrota eleitoral 

## Antecedentes

### Queda nas pesquisas de opinião
Desde 2023, o Partido Liberal do Canadá tem enfrentado um declínio constante no apoio público. Em 3 de dezembro de 2023, uma pesquisa da Abacus Data indicou que a intenção de voto no Partido Liberal havia caído para 23%. No final de 2024, o Instituto Angus Reid apontou que esse índice havia diminuído ainda mais, chegando a apenas 16%.

### Desafio do Caucus
Em outubro de 2024, foi relatado que um grupo de parlamentares do Partido Liberal havia assinado uma carta solicitando a renúncia de Justin Trudeau. O grupo planejava confrontá-lo sobre sua liderança durante a reunião semanal do caucus liberal. Em 23 de outubro de 2024, foi revelado que a carta, assinada por 24 parlamentares, foi lida em voz alta por Patrick Weiler durante a reunião. Trudeau respondeu afirmando que reservaria um tempo para refletir sobre as críticas à sua liderança e consideraria suas opções. Menos de 24 horas depois, em uma conferência, anunciou que continuaria como líder do partido.

### Renúncia de Chrystia Freeland

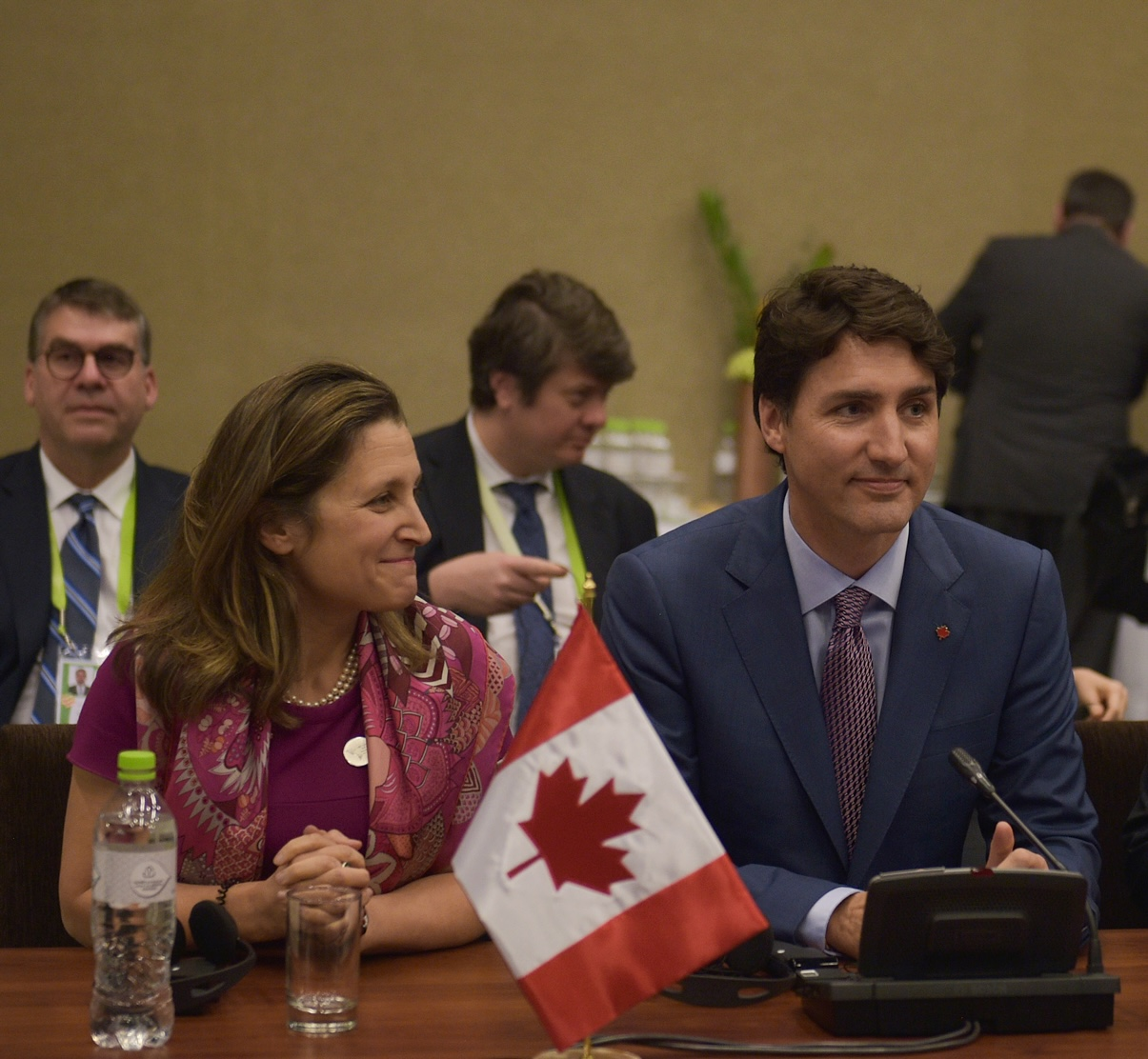
Freeland e Trudeau em 2014. Após a renúncia de Freeland em dezembro de 2024, os pedidos pela renúncia de Trudeau aumentaram.

No início de dezembro de 2024, surgiram relatos sobre uma divergência entre o primeiro-ministro Justin Trudeau e Chrystia Freeland, vice-primeira-ministra e ministra das Finanças. Freeland teria se oposto à recente promessa de Trudeau de distribuir cheques de US$ 250 para trabalhadores canadenses que tivessem recebido até CA$ 150.000 em 2023. A disputa sobre o número de canadenses que deveriam ser beneficiados acabou dificultando o avanço da medida, que não obteve apoio de nenhum outro partido.
No dia 13 de dezembro de 2024, Justin Trudeau teve uma ligação com Chrystia Freeland na qual informou que pretendia removê-la do Ministério das Finanças e transferi-la para um cargo ministerial sem pasta, focado nas relações entre o Canadá e os Estados Unidos. Durante a conversa, Trudeau também mencionou sua intenção de nomear o ex-governador do Banco do Canadá, Mark Carney, como substituto de Freeland em uma potencial reforma de gabinete prevista para aquela semana. No entanto, em 16 de dezembro, dia em que Freeland deveria apresentar a Declaração Econômica do Outono de 2024, ela anunciou inesperadamente sua renúncia ao cargo. Em sua carta de demissão, Freeland criticou implicitamente a proposta dos cheques de US$ 250, chamando-a de "truque político caro", e argumentou que o governo deveria "[manter] nossa pólvora fiscal seca hoje, para que tenhamos as reservas necessárias parauma guerra tarifária que se aproxima." Mais tarde, às 16h11 EST do mesmo dia, a Declaração Econômica do Outono foi divulgada e apresentada pela líder do governo na Câmara dos Comuns, Karina Gould. O documento revelou um déficit de CA$ 61,9 bilhões para 2023-24, superando a meta de Freeland de CA$ 40,1 bilhões ou menos, e deixou as ameaças tarifárias do presidente-eleito dos Estados Unidos, Donald Trump, em grande parte sem resposta.
Pouco após a renúncia de Chrystia Freeland, um número crescente de membros do Partido Liberal começou a pressionar publicamente pela renúncia de Justin Trudeau como líder do partido. Em 21 de dezembro, durante uma reunião da bancada liberal de Ontário, mais de 50 deputados chegaram a um consenso de que Trudeau deveria renunciar à liderança. Dois dias depois, em 23 de dezembro, a bancada liberal do Atlântico também concordou com essa posição. Por fim, em 31 de dezembro, o presidente da bancada liberal do Quebec, Stéphane Lauzon, anunciou que, após consultas individuais com os parlamentares da região, a bancada havia chegado à mesma conclusão de seus colegas de Ontário e do Atlântico.
Em 5 de janeiro de 2025, o The Globe and Mail foi o primeiro meio de comunicação a informar que Trudeau deveria anunciar sua renúncia como líder do partido antes da reunião do caucus nacional naquela quarta-feira. Uma fonte indicou que ele havia conversado com o Ministro das Finanças, Dominic LeBlanc, se ele estaria disposto a assumir o cargo de líder interino e primeiro-ministro. Eles acrescentaram que isso seria impraticável se LeBlanc planejasse concorrer à liderança.

## Renúncia pendente
Em 6 de janeiro de 2025, em um discurso feito no Rideau Cottage, Justin Trudeau anunciou oficialmente sua intenção de renunciar à liderança do Partido Liberal e, posteriormente, ao cargo de primeiro-ministro. Durante o discurso, Trudeau explicou que não seria capaz de conduzir uma campanha eleitoral eficaz nas eleições federais de 2025 devido às crescentes divergências internas no partido. Ele também revelou que havia informado sua decisão aos filhos no dia anterior. Além disso, Trudeau anunciou que a governadora-geral, Mary Simon, prorrogaria o Parlamento até 24 de março de 2025, após a conclusão da eleição para a nova liderança do Partido Liberal, que determinará seu sucessor. Ele acrescentou que "como todos sabem, sou um lutador. Cada osso do meu corpo sempre me disse para lutar porque me importo profundamente com os canadenses, me importo profundamente com este país e sempre serei motivado pelo que é do melhor interesse dos canadenses", e que "um novo primeiro-ministro e líder do Partido Liberal levará seus valores e ideais para as próximas eleições". 

## Reações
O líder oficial da oposição, Pierre Poilievre, do Partido Conservador, renovou os apelos por eleições antecipadas, afirmando que os deputados liberais "querem proteger as suas pensões e salários, varrendo o seu odiado líder para debaixo do tapete meses antes de uma eleição para enganar você, e depois fazer tudo de novo".  O líder do Novo Partido Democrático (NDP), Jagmeet Singh, afirmou que "O problema não é apenas Justin Trudeau. São todos os ministros que têm dado as ordens, são todos os deputados liberais que desprezaram os canadenses que estão preocupados com os custos elevados ou com a degradação dos cuidados de saúde". 